# Asphodelus refractus
Asphodelus refractus là một loài thực vật có hoa trong họ Thích diệp thụ. Loài này được Boiss. miêu tả khoa học đầu tiên năm 1854.